# Hrabstwo Wilkin
Hrabstwo Wilkin (ang. Wilkin County) – hrabstwo w stanie Minnesota w Stanach Zjednoczonych. Hrabstwo zajmuje powierzchnię 1946 km². Według szacunków United States Census Bureau w roku 2010 liczyło 6 576 mieszkańców. Siedzibą administracyjną hrabstwa jest Breckenridge.

## Miasta
- Breckenridge
- Campbell
- Doran
- Foxhome
- Kent
- Nashua
- Wolverton